# Ensemble Clément-Janequin
L'ensemble Clément-Janequin est un ensemble vocal spécialisé dans l'interprétation de la musique de la Renaissance.

## Historique
L'ensemble Clément-Janequin a été fondé en 1978 à Paris. Il est dirigé par le contreténor Dominique Visse. Il a interprété, entre autres, les chansons polyphoniques de Clément Janequin, Josquin Des Prés, Roland de Lassus ou encore Claude Le Jeune. Il est en partie à l'origine de la redécouverte du répertoire de la chanson polyphonique parisienne.
Son disque Les Plaisirs du palais est composé de chansons à boire de la Renaissance.

## Membres
- Dominique Visse, direction et contreténor
- Michel Laplénie, ténor (1978-1987)
- Philippe Cantor, baryton (1978-?)
- Antoine Sicot, basse (1978-?)
- Claude Debôves, luth (1978-?)
- Hugues Primard, ténor
- Pascal Bertin, contreténor
- Bruno Boterf, ténor (1987-2007)
- Malcolm Bothwell, violes
- Josep Benet, ténor
- Vincent Bouchot, baryton
- Josep Cabré, baryton
- Bernard Deletré, baryton
- François Fauché, baryton
- Agnès Mellon, soprano (1983, 1987, 1994)
- Bruno Quetard, baryton
- Renaud Delaigue, basse
- Éric Bellocq, luth, orgue (1991-présent)
- Andrea Perugi, orgue et viole alto
- Yvon Repérant, orgue
- Yuka Saito, violes

## Discographie
- 1982 : Les cris de Paris : Chansons de Janequin & Sermisy (Harmonia Mundi)
- 1983 : Paschal de L'Estocart : Octonaires de la vanité du monde (Harmonia Mundi)
- 1983 : Le chant des Oyseaulx : Clément Janequin (Harmonia Mundi)
- 1985 : Fricassée parisienne : Chansons de la Renaissance française (Harmonia Mundi)
- 1985 : Anthoine de Bertrand. Amours de Ronsard  (Harmonia Mundi)
- 1988 : Chansons : Josquin Desprez (Harmonia Mundi)
- 1988 : La Chasse et autres chansons : Clément Janequin (Harmonia Mundi)
- 1994 : Chansons sur des poèmes de Ronsard : Clément Janequin (Harmonia Mundi)
- 1995 : Messes (La Bataille et l'Aveuglé Dieu) : Clément Janequin (Harmonia Mundi)
- 2001 : Les Plaisirs du Palais : chansons à boire de la Renaissance
- 2009 : Rabelais : Fay ce que vouldras : plaisirs de gorge et joyeux instruments (Flora)